# Graffigny-Chemin
Graffigny-Chemin é uma comuna francesa na região administrativa do Grande Leste, no departamento do Alto Marna. Estende-se por uma área de 17.27 km², e possui 223 habitantes, segundo o censo de 2018, com uma densidade de 13 hab/km².